# 情報保全隊
情報保全隊（じょうほうほぜんたい）は、陸上自衛隊、海上自衛隊および航空自衛隊に置かれていた情報保全業務のために必要な資料および情報の収集整理および配布を行うことを任務とする防衛大臣直轄部隊で2009年（平成21年）7月31日に廃止された。「情報保全」は「Intelligence Security」、「Counter-Intelligence」の和訳とされており、防諜を意味する。

## 設立経緯
それまで、各自衛隊には「調査隊」という部隊が置かれていた。しかし、陸上自衛隊および海上自衛隊ではそれぞれにおいて防衛庁長官直轄部隊たる中央調査隊と、方面隊（陸自）隷下の方面調査隊・地方隊（海自）隷下の地方調査隊に分かれていて、それぞれの連携が十分ではなかった（航空自衛隊の組織編制については「航空自衛隊情報保全隊」の節を参照）。
また、業務内容が限定されていて現代の軍事活動における情報保全のための任務が十分ではなかった。このような状況においてボガチョンコフ事件（海自幹部による機密文書持出・配布）のような事案も起きている。
類似の事件の再発を防止・情報保全活動の充実を目的に2003年（平成15年）3月、調査隊を廃止し、情報保全隊を新編した。「情報保全業務」とは「秘密保全、隊員保全、組織・行動等の保全及び施設・装備品等の保全並びにこれらに関連する業務」と定義されている。
防衛庁長官（当時）直轄部隊としての情報保全隊の新編により、前述の陸自方面隊・海自地方隊隷下の調査隊は情報保全隊隷下の方面情報保全隊（陸自）・地方情報保全隊（海自）となり、旧調査隊の人員・資材が充てられた。
2009年（平成21年）7月31日をもって廃止となり、翌8月1日付で防衛大臣直轄の自衛隊情報保全隊が発足（事実上の改組）した。

## 任務
1. 自衛隊に対する外部からの働き掛け等から部隊等を保全するために必要な資料及び情報の収集整理等
2. 職員と各国駐在武官等との接触状況（交流状況や職員に対する不自然なアプローチの状況）に係る資料及び情報の収集整理等
3. 省秘又は防衛秘密の関係職員の指定に当たって、当該職員が秘密の取扱いに相応しい職員であることの確認の支援
4. 立入禁止場所への立入申請者に対する立入許可に当たって、秘密保全上支障がないことの確認の支援
5. 政府機関以外の者に対する省秘又は防衛秘密に属する物件等の製作等の委託の許可に当たって、秘密保全上支障がないことの確認の支援
6. 各種の自衛隊施設に係る施設保全業務の支援
7. 施設等機関等の組織の健全性を保全する機能を強化するため、施設等機関等の組織保全業務の支援

## 陸上自衛隊情報保全隊
陸上自衛隊情報保全隊（JGSDF Intelligence Security Command:ISC）は、中央に情報保全隊本部を、5つの各方面隊の警備区域に情報保全隊（隊長は1等陸佐）を置いていた。また、陸上幕僚長は、防衛大臣の承認を得て、方面情報保全隊の隊務を分担させるため、情報保全派遣隊を駐屯地もしくは分屯地又は施設等機関等の所在地に配置していた。陸上自衛隊情報保全隊が発足する以前には、中央調査隊（防衛庁長官直轄）および各方面調査隊（方面総監直轄）が置かれていた。1967年（昭和42年）当時の中央調査隊の定員は60名であった。

### 廃止時の部隊編成
- 情報保全隊本部（市ヶ谷駐屯地）
  - 北部方面情報保全隊（札幌駐屯地）
  - 東北方面情報保全隊（仙台駐屯地）
  - 東部方面情報保全隊（朝霞駐屯地）
  - 中部方面情報保全隊（伊丹駐屯地）
  - 西部方面情報保全隊（健軍駐屯地）
  - 本部付情報保全隊（本部付情報保全隊長は2等陸佐。市ヶ谷地区を担当）

| 代 | 氏名     | 在任期間              | 出身校・期 | 前職                                      | 後職                 |
| -- | -------- | --------------------- | ---------- | ----------------------------------------- | -------------------- |
| 1  | 鈴木健   | 2003.3.27 - 2005.3.28 | 防大15期   | 陸上自衛隊通信学校長                      | 退職                 |
| 2  | 中村幹生 | 2005.3.28 - 2007.3.27 | 防大17期   | 陸上自衛隊小平学校副校長                  | 第10師団長           |
| 3  | 高山治彦 | 2007.3.28 - 2009.7.31 | 防大20期   | 防衛大学校防衛学教育学群 統率戦史教育室長 | 自衛隊情報保全隊司令 |

## 海上自衛隊情報保全隊
海上自衛隊情報保全隊（JMSDF Intelligence Security Command）は、陸上自衛隊同様中央に情報保全隊本部を、5つの各地方隊の警備区域毎に地方情報保全隊（隊長は2等海佐又は3等海佐）を置き方面区を担当していた。さらに警備区域内の主要基地に情報保全分遣隊（分遣隊長は3等海佐）を分派していた。

### 廃止時の部隊編成
- 情報保全隊本部（市ヶ谷地区）
  - 横須賀地方情報保全隊（横須賀基地）
    - 厚木情報保全分遣隊
    - 下総情報保全分遣隊

  - 呉地方情報保全隊（呉基地）
    - 阪神情報保全分遣隊
    - 岩国情報保全分遣隊
    - 徳島情報保全分遣隊

  - 佐世保地方情報保全隊（佐世保基地）
    - 鹿屋情報保全分遣隊
    - 那覇情報保全分遣隊

  - 舞鶴地方情報保全隊（舞鶴基地）
  - 大湊地方情報保全隊（大湊基地）
    - 函館情報保全分遣隊
    - 八戸情報保全分遣隊

| 代 | 氏名     | 在任期間               | 出身校・期            | 前職                   | 後職                                                 |
| -- | -------- | ---------------------- | --------------------- | ---------------------- | ---------------------------------------------------- |
| 1  | 橘 恒紀  | 2003.3.27 - 2003.12.18 | 防大16期              | 海上自衛隊中央調査隊長 | 横須賀潜水基地隊付 →2004.3.21退職                    |
| 2  | 外山帥生 | 2003.12.19 - 2005.3.24 | 防大17期              | 情報本部               | 海上幕僚監部付 →2005.4.18退職                        |
| 3  | 渡部年晴 | 2005.3.25 - 2006.8.3   | 皇學館大学・ 25期幹候 | ちはや艦長             | 海上幕僚監部付 →2006.11.18退職                       |
| 4  | 後藤博之 | 2006.8.4 - 2007.8.19   | 防大19期              | 情報保全隊副長         | 海上幕僚監部付 →2007.11.3退職                        |
| 5  | 湯元正義 | 2007.8.20 - 2009.7.31  | 防大21期              | 情報本部               | 自衛隊情報保全隊情報保全官 兼 自衛隊情報保全隊副司令 |

## 航空自衛隊情報保全隊
航空自衛隊情報保全隊（JASDF Intelligence Security Wing）は、陸上・海上自衛隊と異なり、調査隊時代から中央の調査隊本部の下に22個の地方調査隊を置いており、主要基地と調査隊本部が直接、指揮・連絡を取っていた。

### 廃止時の部隊編成
- 情報保全隊本部（市ヶ谷基地）
  - 千歳地方情報保全隊（千歳基地）
  - 三沢地方情報保全隊（三沢基地）
  - 松島地方情報保全隊（松島基地）
  - 熊谷地方情報保全隊（熊谷基地）
  - 入間地方情報保全隊（入間基地）
  - 百里地方情報保全隊（百里基地）
  - 東京地方情報保全隊（市ヶ谷基地）
  - 府中地方情報保全隊（府中基地）
  - 木更津地方情報保全隊（木更津基地）
  - 静浜地方情報保全隊（静浜基地）
  - 浜松地方情報保全隊（浜松基地）
  - 小牧地方情報保全隊（小牧基地）
  - 岐阜地方情報保全隊（岐阜基地）
  - 小松地方情報保全隊（小松基地）
  - 奈良地方情報保全隊（奈良基地）
  - 美保地方情報保全隊（美保基地）
  - 防府地方情報保全隊（防府南基地）
  - 芦屋地方情報保全隊（芦屋基地）
  - 築城地方情報保全隊（築城基地）
  - 春日地方情報保全隊（春日基地）
  - 新田原地方情報保全隊（新田原基地）
  - 那覇地方情報保全隊（那覇基地）

| 代 | 氏名     | 在任期間              | 出身校・期 | 前職                            | 後職                       |
| -- | -------- | --------------------- | ---------- | ------------------------------- | -------------------------- |
| 1  | 原田千敏 | 2003.3.27 - 2003.7.31 | 防大17期   | 調査隊司令                      | 西部航空方面隊司令部幕僚長 |
| 2  | 尾崎久信 | 2003.8.1 - 2005.3.31  | 防大18期   | 統合幕僚会議第1幕僚室企画調整官 | 航空教育隊司令             |
| 3  | 長尾齊   | 2005.4.1 - 2007.4.1   | 防大18期   | 航空保安管制群司令              | 退職・空将補               |
| 4  | 松田和彦 | 2007.4.1 - 2008.4.1   | 防大19期   | 作戦情報隊司令                  | 退職・空将補               |
| 5  | 三嶋哲   | 2008.4.1 - 2009.7.31  | 防大23期   | 第4高射群司令                   | 自衛隊情報保全隊情報保全官 |

## 市民活動監視問題

### 日本共産党による批判
2007年6月6日、自衛隊内部文書を入手した日本共産党が情報保全隊の活動を国会で採り上げ報道機関各社に公開。翌7日には機関紙「しんぶん赤旗」に記事を一面で掲載した。
この内部資料は、本来任務たる「自衛隊に対する外部からの働き掛け等から部隊等を保全するために必要な資料及び情報の収集整理等」（内部統制）のためであるとして隊が行っていた情報収集（日本共産党、社会民主党、ジャーナリストなど報道関係者や、市民や聖職者による自衛隊イラク派遣反対の活動や反戦運動、また集会などの調査）を示すものであり、活動日時・場所・内容、活動に携わった団体の名称や活動の規模、活動団体の代表の氏名などについての調査結果、及びそれらの活動が自衛隊関係者または国民世論への影響や活動の今後の見通しの分析などが中心となっていた。
共産党によれば共産党系を「P」、社民党系を「S」、民主党及び連合系を「GL」、新左翼系を「NL」、その他の市民運動を「CV」、個人その他を「その他」と分類し、その活動を記録するほか、活動内容の種類によっては、『反自衛隊活動』と分類し、適宜、自衛隊活動の正当性を強調する内容の脚注が付けられていた。
一方、自民党との連立政権に参加している公明党と、その支持母体である創価学会系の反戦運動は調査対象にされていなかったことから、調査対象とされた団体・個人から「戦前の憲兵政治の再来だ」、「一般市民の活動を監視している」と批判される結果となった。調査の対象には消費税や年金の問題、あるいは春闘関連の集会、団体には地方議会までも含まれている、「自衛隊、防衛問題とは無関係でないか」とその正当性を問う批判も出ている。
日本共産党は「表現の自由、プライバシー侵害行為で、違憲である」と中止を求めている。
日本共産党は自衛隊関係者から内部資料を入手したと発表しており、保守派や自衛隊の中では（殊に、情報保全隊自身は）外部から情報を盗み出されたことが「防諜が甘かった」、との観点から一番の問題とする向きもある。
日本共産党は、情報保全隊の関係者が日本の防衛産業及び警備会社に『天下り』を行っていると主張している。

### 社民党による批判
社民党党首の福島瑞穂と同党議員の保坂展人は6月8日に市ヶ谷の防衛省を訪問し、防衛事務次官の守屋武昌に市民活動監視は不当・不法として抗議を行った。その際に守屋がキャンプ・シュワブでの基地移設反対運動についても、海自の情報保全隊が事後の情報収集を行っていると言及したと保坂は自身のブログで報告している。ただし、守屋はその後の記者団との非公式会見ではこの事を否定しており、各社の報道は両論併記となった。

### 防衛省による反論
これらの批判に対し、防衛大臣久間章生は共産党の質問には「自衛隊法に基づく正当な任務である。」と答弁し、問題がないとの見解を示し、民主党からの質問に対しては「国会議員であれ、国民は平等に情報収集対象になりえる」と回答した。守屋武昌防衛事務次官は「防衛省設置法に基づく調査研究である」として違法性はないと反論した。また河野克俊統合幕僚長は、2016年2月の高裁判決において活動が違法であると認定された件について「非常に残念に思う」とした上で「自衛隊の情報保全隊の活動というのは適法な範囲で実施している」とのみ答えた。

### 関連訴訟
2007年10月5日、仙台市の写真家等107人が「監視活動による人権侵害で精神的苦痛を受けた」として情報保全隊の活動停止及び損害賠償請求を求めるべく、仙台地方裁判所に提訴した。自衛隊による情報収集活動を巡る国家賠償請求訴訟は初のことであった。2012年3月、原告のうち5人（日本共産党所属の地方議員4人と社会福祉協議会職員）に向けて1人5万～10万円、計30万円の支払いを国に命じた。活動停止請求は却下された。原告側は活動差し止め却下を不服として控訴。
判決理由で畑一郎裁判長は、行政機関個人情報保護法が制定された2003年5月までには、自己の個人情報をコントロールする権利が、法的に保護すべき利益たる人格権として確立したと判断。「行政機関の個人情報保有は、必要な場合に限り、かつ利用目的の達成に必要な範囲を超えてはならない」とした。その上で、共産党が07年に情報保全隊の内部文書だとして公表し、国側が認否を留保してきた資料を「情報保全隊によって作成されたもの」と認定。資料に氏名や職業、所属政党などが記された5人に対する情報収集について「国から目的や必要性の具体的な主張がなく、違法とみるほかない」と人格権の侵害を認めた。
仙台高等裁判所で開始された控訴審では2013年5月、どのような市民活動が監視対象にされ得るかについての開示が当時の隊長・鈴木健から為され、この中で鈴木は一般人も対象となり得ることを認める証言をした。また同審理では情報保全隊を管理監督する部署である陸上幕僚監部運用支援・情報部情報課情報保全室の、当時の室長・末安雅之が証言させられる事になった。
2016年2月2日、仙台高裁は一審同様、自衛隊の行為の違法性を認めたが、原告5人のうち一般市民の1人についてのみ10万円賠償を命じ、他の4人については公人（地方議員）であることを理由に賠償請求を、また活動差し止め請求も却下した。原告側は全員への賠償と差し止めが認められなかったことを不服として上告。
2016年10月26日、最高裁が上告棄却の決定。
一般市民一名は上告せず、国側も上告を断念したため、原告勝訴。